# 托克劳
托克劳（英語：Tokelau），旧称尤宁群岛（Union Islands）、托克劳群岛（1976年以前的正式称呼），是位于南太平洋的一个新西蘭王國属地，地域正处萨摩亚群岛以北（南纬8°至10°、西经171°至178°），由阿塔富、努库诺努和法考福三个珊瑚岛环礁组成。

## 歷史
考古證據表明，大約1000年前，托克勞群島已有人類居住。居民信奉波利尼西亚神话和本地神“图伊托克劳”。隨著時間的推移，他們發展出獨特的音樂和藝術形式。托克勞的三個環礁歷來在政治上都為獨立運作，同時保持社會和語言的凝聚力。托克勞社會主要由氏族統治，環礁之間偶爾會發生小規模衝突和戰爭，以及通婚。環礁上的生活歷來以生存為基礎，飲食主要依賴魚類和椰子。
1765年6月24日，第一個看到阿塔富的歐洲人是约翰·拜伦。他稱該島為“約克公爵島”。他的探險隊成員報告說，沒有現存或先前居民的跡象。爱德华·爱德华兹上尉得知约翰·拜伦的發現後，於1791年 6月6日訪問了阿塔富以尋找賞金叛變者。他們沒有發現任何居民，但看到有裝有獨木舟和漁具的房屋，這向他們暗示該島正被附近其他島嶼的漁民用作臨時住所。1791年6月12日，爱德华·爱德华兹繼續向南航行，並發現了努庫諾努，並將其命名為“克拉倫斯公爵島”。上岸的登陸隊無法與居民取得聯繫，但看到了島上潟湖中航行的獨木舟。
1825年10月29日，海豚號航空母艦的奧古斯特·R·斯特朗及其船員抵達努庫諾努環礁。
1835年2月14日，美國捕鯨船傑克遜將軍號的史密斯船長寫道，他看到了法考福，並將其稱為“德沃爾夫島”。1841年1月25日，美國探險隊訪問了阿塔富，發現島上居住著一小群人。居民們似乎只是暫時在那裡，因為他們中沒有首領，而且他們有那種雙人獨木舟通常用於島際旅行。他們過去似乎與外國人有過交往，因為他們表達了與探險隊進行易貨交易的願望，並且他們擁有顯然來自外國的物品：藍色珠子和熨斗。幾天後，法國探險家莫文船長發現了法考福。美國探險隊於1841年1月28日到達努庫諾努，但沒有記錄任何有關居民的信息。1841年1月29日，探險隊發現了法考福並將其命名為“鲍维奇”。法考福島民被發現在外表和行為上與阿塔富島民相似。
1845年—1870年代，傳教士在托克勞傳播基督教。瓦利斯島上的法國天主教傳教士和薩摩亞新教倫敦傳教士協會的傳教士使用當地教師使托克勞人皈依。阿塔富島民改信新教，努庫諾努島民改信天主教，法考福島民改信兩個教派。1870年，倫敦傳教士協會的塞繆爾·詹姆斯·惠特米牧師訪問了托克勞。
1889年，成為英國的保護國。1916年，併入「吉爾伯特和埃利斯群島」。1926年起，托克劳划归新西蘭王國管辖。1948年，英國將托克劳主權劃歸新西蘭。

## 地理
托克劳由阿塔富、努库诺努和法考福三个环礁组成。这三个环礁都位于西经171°至173°，南纬8°至10°之间（大约在夏威夷和新西兰中间），其中阿塔富较为靠北， 而法考福较为靠南。托克劳南北距离小于200公里。 托克劳位于萨摩亚以北500（311英里） 托克劳位于太平洋热带气旋带，总陆地面积约为10.8平方（4.2平方英里），居住地位于珊瑚岛上，最高点海拔为5（16英尺）。三个环礁上都有码头，可以运送乘客和货物，但是无法停靠大船。
斯温斯岛在历史上与托克劳相近，但从1900年前后起属于美国管辖，自1925年起属于美属萨摩亚。
根据鸟粪岛法，阿塔富、努库诺努、法考福与斯温斯岛都是美国的主张领土。1979年，美国和新西兰的条约将阿塔富、努库诺努和法考福归为托克劳，确定了托克劳和美属萨摩亚的海上边界。
| 环礁     | 地理坐标                                      |
| -------- | --------------------------------------------- |
| 阿塔富   | 8°33′6″S 172°30′3″W / 8.55167°S 172.50083°W   |
| 努库诺努 | 9°10′6″S 171°48′35″W / 9.16833°S 171.80972°W  |
| 法考福   | 9°21′55″S 171°12′54″W / 9.36528°S 171.21500°W |

## 環境
托克勞位於西波利尼西亞熱帶濕潤森林生態區。大部分原始植被已被椰子種植園取代，其中一些已被遺棄，變成灌木叢生的森林。托克勞的環礁為 38 種本土植物、150 多種昆蟲和 10 種陸蟹提供了棲息地。對生物多樣性的最大威脅之一是由引進的哺乳動物捕食者造成的，例如玻里尼西亞鼠。
2011 年，托克勞宣布其整個319,031平方公里（ 123,179 平方英里）的專屬經濟區為鯊魚保護區。

## 经济
当地收入主要靠互联网域名.tk註冊、出口椰子等水果、发行邮票和纪念币以及外汇等。岛上盛产椰子、香木瓜等水果，经济类型一般为养猪业和渔业。
2012年10月开始，托克劳群岛的电力供应全部采用太阳能。

## 文化
托克勞人的母語是托克勞語，是一種玻里尼西亞語，母語人口有三千二百人，口語上可以和吐瓦魯語互通.